# كريستوفر ستيفنز
كريستوفر ستيفنز (بالإنجليزية: John Christopher "Chris" Stevens)؛ (18 أبريل 1960  - 11 سبتمبر 2012)، واسمه الكامل جون كريستوفر ستيفينز، ولد وترعرع في شمال كاليفورنيا ، درس في جامعة «بركلي» وعمل محامياً مختصاً بالشؤون التجارية الدولية في واشنطن قبل ان ينضم إلى الخارجية الأمريكية في عام 1991.يجيد ستيفنز اللغة العربية والفرنسية وقد نشر العديد من المقالات في القدس ودمشق والقاهرة.عمل كمتطوع في شمال أفريقيا وعمل كمدرس لغة إنكليزية بالمغرب لمدة سنتين وكان سفير الولايات المتحدة في ليبيا منذ مايو 2012  وحتى وفاته.

## مقتله
بتاريخ 11 سبتمبر عام 2012 هاجمت مجموعة مسلحة في مدينة بنغازي الليبية السفارة الأمريكية بسبب نشر فيلم «براءة المسلمين» المسيء للرسول محمد، وفشلت قوات الأمن الليبية في صد الهجوم «بسبب تعرضها لنيران كثيفة من قبل المهاجمين».ونقلت وكالة رويترز ان مسلحين اطلقوا صاروخا على مبنى، وفور حدوث الهجوم هرع المئات من اهالي بنغازي نحو السفارة واخرجوا كريستوف والذي كان لايزال يتنفس (حسب شهود عيان) وحاولوا إسعافه لكنه فارق الحياة مختنقا نتيجة الهجوم.

## بعد مقتله
منذ مقتل السفير كريس ستيفنز تظاهر سكان بنغازي يوميا ضد جماعة انصار الشريعة المتطرفة الضالعة في مقتله.حتى انتفض المئات من اهالي بنغازي في يوم الجمعة 21\9 وتمكنوا من طرد عناصر ميليشيا من مبنى تابع للامن في وسط المدينة، قبل ان يدخلوا ليل الجمعة ثكنة تابعة للميليشيا السلفية «انصار الشريعة».حتى تمكنت قوات الأمن الليبية النظامية صباح السبت من السيطرة على هذين الموقعين.